# Carlos Páez Vilaró
Carlos Páez Vilaró, né le 1er novembre 1923 à Montevideo et mort le 24 février 2014 à Punta Ballena, est un peintre, céramiste, sculpteur, muraliste, écrivain, compositeur et constructeur uruguayen.

## Biographie
Fils de Miguel Páez Formoso et de Rosa Vilaró Braga, Carlos Páez Vilaró est né à Montevideo, en Uruguay, en 1923. Il s'intéresse au dessin en 1939 et déménage en 1941 à Buenos Aires, où il travaille dans une fabrique d'allumettes d'Avellaneda, puis comme apprenti typographe dans l'imprimerie La Fabril, dans le quartier industriel de Barracas. Il y connaît les dessinateurs Dante Quinterno et Divito. De retour à Montevideo à la fin des années 1940, il s'intéresse à la culture afro-uruguayenne (en). Il s'installe dans le conventillo (bâtiment à habitation collective) Mediomundo (es), où logent de 50 à 60 familles noires, et y étudie le candombe et les danses de comparsa (es) caractéristiques de cette culture.
Il approfondit ses études de la culture d'origine africaine à Salvador de Bahia, dans chacun des pays américains où elle est présente (la Colombie, le Venezuela, le Panama, la République dominicaine, Haïti, etc.) et en Afrique noire. En 1956, il dirige aussi le Musée d'art moderne de Montevideo. Le critique et directeur du musée d'art moderne de Paris, Jean Cassou, l'amène à faire une exposition à la Maison d'Amérique latine la même année.
En 1967, Páez Vilaró collabore avec la société de production Dahlia Films. Il parcourt de nombreux pays de l'Afrique de l'Ouest à titre de coscénariste du documentaire Batouk réalisé par Jean-Jacques Manigot avec une musique de Michel Magne. Les autres scénaristes, qui apportent leurs poèmes au film, sont Aimé Césaire et Leopold Sedar Senghor. Le film est projeté au Festival de Cannes de 1967.
Malgré sa brièveté, le premier mariage de l'artiste, avec Madelón Rodríguez Gómez, donne trois enfants : Carlos Miguel, Mercedes y Agó. L'un d'eux, Carlos Miguel, entre dans l'équipe de rugby à XV Old Christians du collège Stella Maris (en) de Montevideo ; le 13 octobre 1972, le vol 571 de la Force aérienne uruguayenne, qui transporte cette équipe, s'écrase dans la cordillère des Andes, dans la province de Mendoza, en Argentine. Páez Vilaró dirige une opération de recherche et sauvetage des 45 occupants, dont 16 ont survécu, y compris son fils, lorsqu'ils sont sauvés les 22 et 23 décembre,. Cette expérience aboutit à la publication du livre Entre mi hijo y yo, la Luna (Entre mon fils et moi, la Lune) en 1982.
Páez Vilaró connaît des ennuis dans d'autres aspects de sa vie familiale. Il rencontre Annette Deussen, touriste argentine, en 1976. Elle épouse Hugo Oks en 1979, a un enfant (Oks le déclare sien) de Páez en 1984, se sépare de son mari l'année suivante et va vivre avec l'artiste, obtient le divorce d'avec Oks en 1986 et épouse Páez en 1989. En 1999, la Cour suprême d'Argentine autorise le fils naturel de Páez à demander un changement de nom pour adopter le nom de son vrai père.

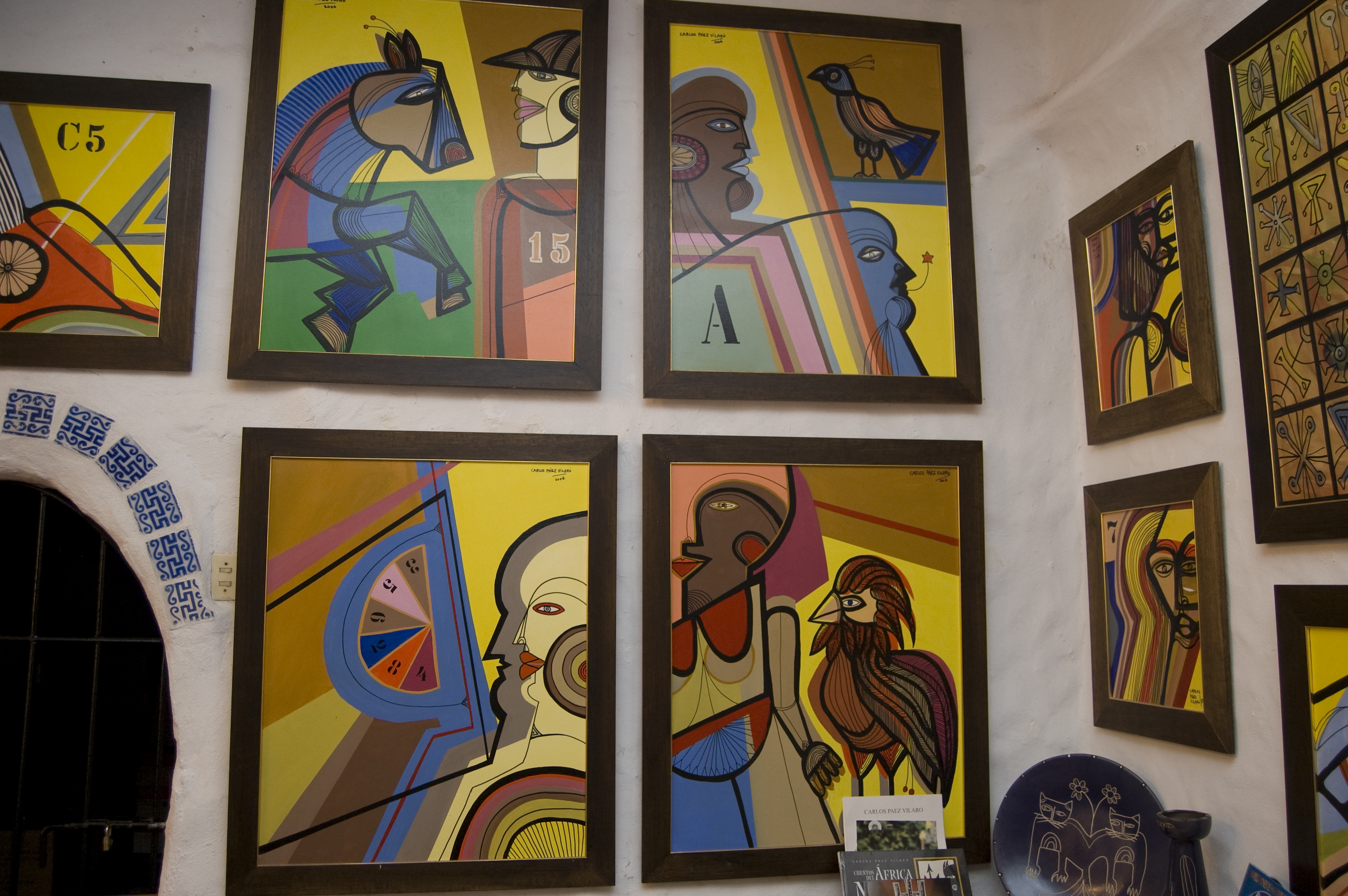
Plusieurs des peintures récentes de l'artiste exposées à Casapueblo.

En 2003, Páez est nommé « citoyen illustre de Montevideo ». Père de six enfants, trois uruguayens et trois argentins (Sébastian, Florencio et Alejandro), il meurt à 90 ans à Casapueblo le 24 février 2014.. Il a droit le jour même à deux heures de chapelle ardente dans la salle des pas perdus du Parlement.

## Œuvre
Autodidacte,, Páez s'intéressa à plusieurs arts.

### Musique
Il composa de nombreuses pièces musicales de candombe et de comparsa et dirigea un orchestre.

### Arts plastiques
Les congas et les bongos de son groupe furent décorés de ses dessins thématiques.
De plus en plus célèbre, Páez Vilaró est chargé en 1959 de créer une murale pour le tunnel reliant le siège de l'Organisation des États américains (OEA) situé à Washington à une nouvelle annexe, son immeuble administratif. Alors que l'esquisse présentée à l'OEA mesurait 50 pieds (15 m) de long sur 18 pouces (0,5 m) de haut, la murale, intitulée Racines de paix, mesure 162 mètres de long lors de son dévoilement en 1960. D'importants dégâts causés par les grandes variations de l'humidité relative du tunnel pousse l'artiste non pas à la restaurer mais à y repeindre une murale plus dynamique et plus optimiste en 1975. En 2001-2002, lorsque le restaurateur espagnol Roberto Arce est chargé de procéder à une restauration complète de l'œuvre pour la remettre dans l'état où elle était en 1975, la murale est encore la plus longue du monde.

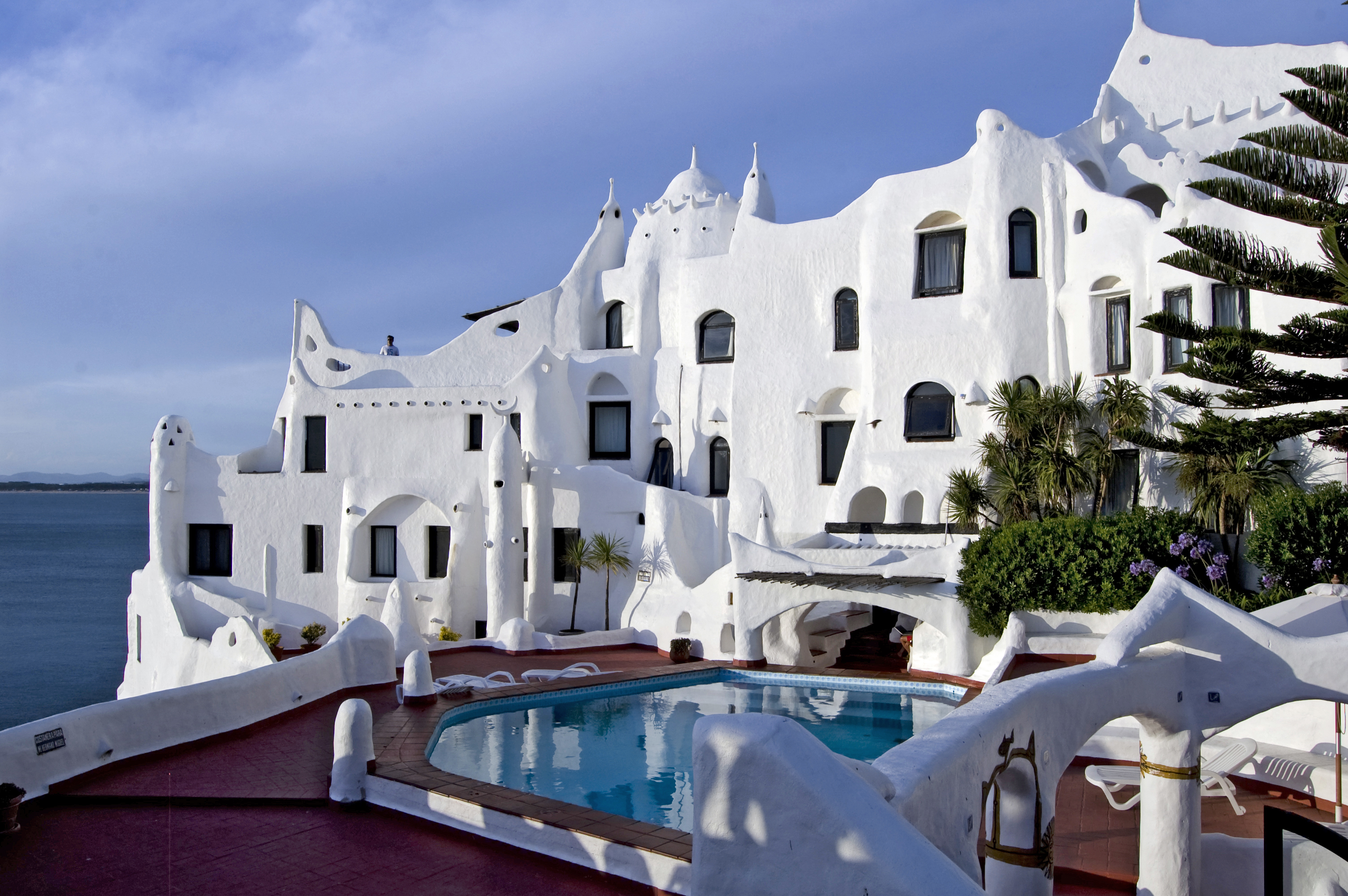
, sa « sculpture habitable » située près de Punta del Este.

En 1958, il achète une propriété en bord de mer à Punta Ballena, qui est alors désolée, et y construit une maisonnette en bois qui devient au fil du temps Casapueblo (en) (« maison-village »). Ce vaste complexe citadelle en ciment blanchi à la chaux qui rappelle Mykonos, est construit par étapes par l'artiste pour ressembler aux nids de boue créés par le fournier indigène de la région et finit par devenir, en plus de sa résidence, son atelier et un musée. Páez réside à Casapueblo, sa « sculpture habitable » dès 1968, mais il continue d'ajouter à l'œuvre, créant parfois une chambre pour un hôte particulier. Il ouvre plus tard une section de Casapueblo transformée en hôtel aux touristes. Selon l'artiste lui-même, « je l'ai construite comme s'il s'agissait d'une sculpture habitable, livré à l'enthousiasme. Quand la municipalité m'en a demandé récemment les plans, que je n'avais pas, un ami architecte a dû passer un mois à étudier la façon de la déchiffrer ».
Il continue de créer des murales et des sculptures pour divers bureaux gouvernementaux, sièges sociaux et autres bâtiments. Il a exécuté 12 murales en Argentine et en a créé 16 au Brésil, 4 au Tchad, 3 au Chili, 4 au Gabon, 11 aux États-Unis et 30 dans son pays natal, sans compter d'autres pays africains et la Polynésie. Il a aussi conçu la chapelle non confessionnelle du cimetière Los Cipreses à San Isidro, œuvre dont il est le plus fier, et reconstruit une maison abandonnée de Tigre dans le style de Casapueblo en 1989.

### Littérature
Ses publications comprennent les titres suivants :
1981 Mis cuentos de siete vidas, Columbia Stationery Corp.

1982 Entre mi hijo y yo, la luna, Editorial Ambiente de Buenos Aires

1985 Asi te veo Montevideo, Ediciones Milgraf

1996 Albert Schweitzer en el reino de los Galoas, Ediciones Casapueblo

1998 Arca bichos, Casapueblo

2000 Entre colores y tambores

2012 Posdata, Santillana  (ISBN 9974956161)  (ISBN 9789974956162)